# Doktor Živago (1965.)
Doktor Živago američko-britanski dramski film iz 1965. godine kojeg je režirao David Lean na temelju istoimenog romana ruskog književnika Borisa Pasternaka. U glavnim su ulogama Omar Sharif i Julie Christie. Film je dobio pet Oscara uključujući i Oscara za najbolju glazbu koju je skladao Maurice Jarre. Od glazbe u filmu ističe se Larina pjesma.

## Radnja
Radnja filma odvija se za vrijeme velikog preokreta u Rusiji u razdoblju 1905. – 1921. u kojem se događaju revolucije 1905. i 1917. i kasniji građanski rat. Priču priprovijeda Jevgraf Živago koji nailazi na djevojku za koju posumnja da je kćer njegovog brata Jurija i ljubavnice mu Lare. Na početku priče umire majka tada desetogodišnjeg Jurija. On kasnije studira medicinu i bavi se poezijom. U jednom trenutku on i njegova zaručnica Tonja prisustvuju gala zabavi gdje se pojavljuje djevojka mladića Komarovskog - Lara. 
Na početku Prvog svjetskog rata Juri je liječnik u ruskoj vojsci. Ponovno se susreću staze Jurija i Lare. Ona je angažirana kao medicinska sestra i udana je za Pašu Antipova, a Živago je oženjen za Tonju, kćer njegova posvojitelja. Između Jurija i Lare javlja se obostrana privlačnost, ali odolijevaju iskušenju. 
Nakon prestanka rata Juri živi sa suprugom Tonjom u Moskvi. U međuvremenu je došlo do revolucije i suočava se s promjenana. Sa svojom obitelji bježi u kuću na Uralu. Kako bi izbjegao dosadu, posjetio je knjižnici u susjednom gradu i susreo se s Larom. Ovaj put prepustili su se jedno drugome i upustili u vezu. U jednom od njihovih izleta u grad skupina revolucionara obvezala je Jurija da im se pridruži. Nakon nekoliko godina služenja u revolucionarnoj postrojbi, pobjegao je i vratio se Lari. Razdvajali su se i spajali, ali ljubav između njih i dalje je postojala. 
Komarovski se opet pojavljuje pri kraju priče. Stekao je utjecaj u boljševičkoj vladi zbog čega je i imenovan poglavarom u Sibiru. Nudi Živagu i Lari odlazak iz Rusije. Njih dvoje su to na početku odbijali, ali je na kraju Komarovski nasamo uspio nagovoriti Živaga, kako je u Larinom interesu da odu iz Rusije. Zbog toga je Živago nagovorio Laru, da ode s Komarovskim govoreći joj (lažno) kako će on uskoro krenuti za njom. Ona je otišla, a on ostao i od tada život i zdravlje krenuli su mu na gore. Na kraju se Lara vraća u Rusiju na dan Živagova sprovoda.

## Glavne uloge
- Omar Sharif kao Dr. Juri Andrejevič Živago
- Julie Christie kao Lara Antipova
- Geraldine Chaplin kao Tonja Gromeko
- Rod Steiger kao Viktor Komarovski
- Alec Guinness kao general Jevgraf Živago
- Tom Courtenay kao Paša Antipov/"Strelnikov"
- Siobhan McKenna kao Anna Gromeko
- Ralph Richardson kao Aleksandar Gromeko
- Rita Tushingham kao Tonja Komarovski/"Djevojka"
- Klaus Kinski kao Kostojed Amourski
- Gerard Tichy kao Liberius